# Piazza Ivanovskaja
La piazza Ivanovskaja (in russo Ивановская площадь?, Ivanovskaja ploščadʾ) è una piazza sita all'interno del Cremlino di Mosca. Deve il proprio nome al campanile di Ivan il Grande.

## Storia

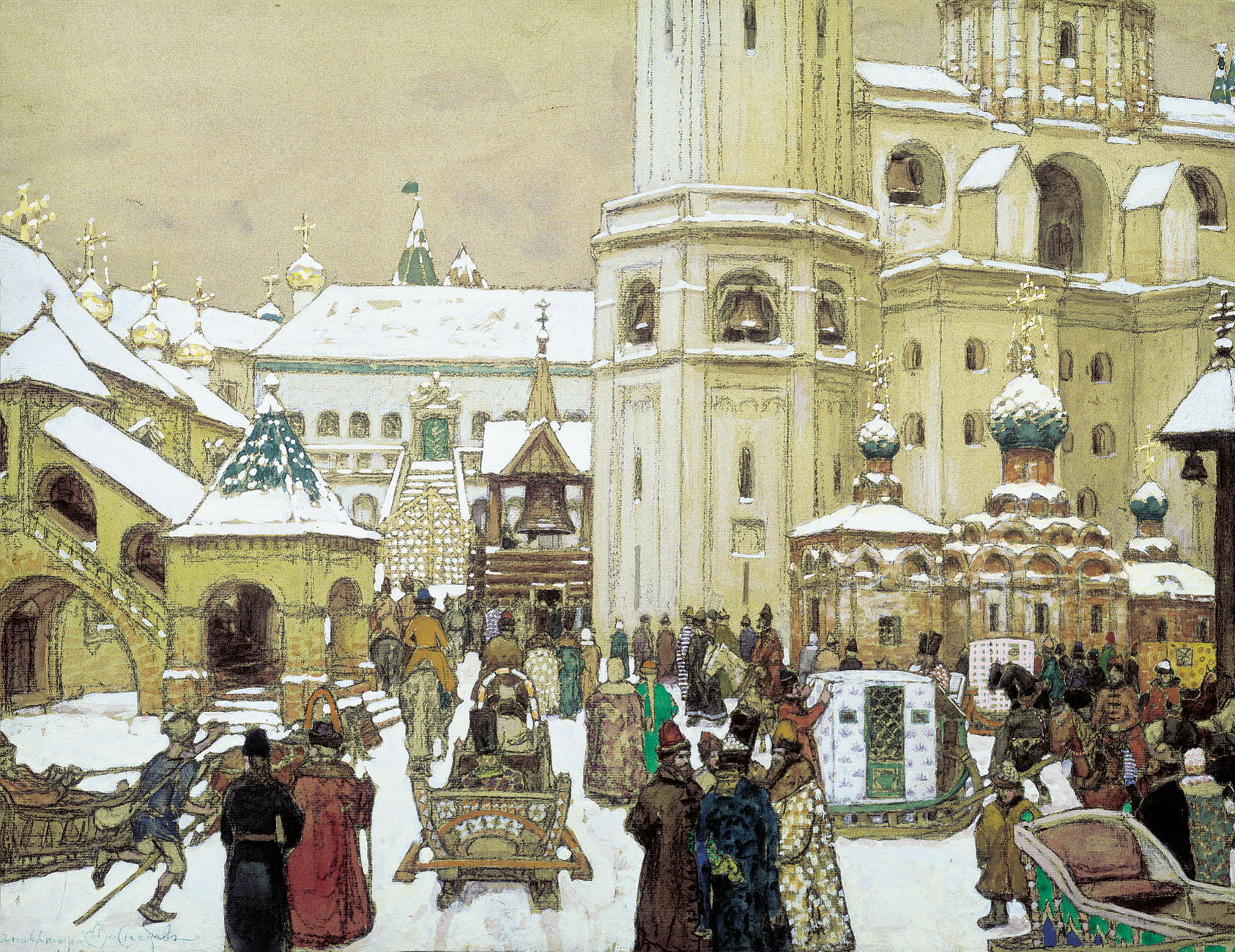
La piazza di Ivan il Grande al Cremlino. XVII secolo, Apollinarij Vasnecov

Il nucleo originario della piazza sorse in seguito all'avvio dei lavori di costruzione della chiesa dedicata a Giovanni Climaco nel 1329.
Quando nel corso del XVI secolo fu costruito il campanile di Ivan il Terribile, lo spazio circostante divenne noto come piazza Ivanovskaja.
A cavallo del XVI e del XVII secolo diversi organi governativi avevano la propria sede in questo luogo. La piazza era infatti sede dei cosiddetti "prikazy", termine che indica l'equivalente degli attuali ministeri. Particolare importanza aveva il cosiddetto "Jamskoi Prikaz", ufficio incaricato di gestire la consegna delle lettere private, divenuto il primo indirizzo postale di Mosca.
Nel corso degli anni le iniziative di ristrutturazione del cremlino promosse dall'imperatrice Caterina II e dai suoi successori finirono per modificare radicalmente l'aspetto della piazza. Dopo la rivoluzione d'ottobre le autorità sovietiche decisero di ampliare le dimensioni dell'area. A tale scopo furono demoliti il palazzo del piccolo Nicola ed il convento dell'Ascensione.
Attualmente la piazza è lastricata come la maggior parte dell'area del Cremlino. Su di essa si affacciano uno dei tre lati del palazzo del Senato e la facciata del Presidium, l'edificio amministrativo costruito negli anni trenta, in sostituzione delle strutture storiche demolite.
Dal 2000 al 2007 il presidente russo Vladimir Putin ha pronunciato il discorso di capodanno sullo sfondo della piazza Ivanovskaja.